# گمینا زووتنگکی کویاوسکیه
گمینا زووتنگکی کویاوسکیه (به لهستانی:  Gmina Złotniki Kujawskie) یک گمینا در لهستان است که در شهرستان اینوروتسواف واقع شده‌است. گمینا زووتنگکی کویاوسکیه ۱۳۵٫۶ کیلومتر مربع مساحت و ۸٬۹۴۷ نفر جمعیت دارد.